# Paulogervaisia
Paulogervaisia è un mammifero estinto, appartenente ai didolodontidi. Visse nell'Eocene medio (circa 42 - 40 milioni di anni fa) e i suoi resti fossili sono stati ritrovati in Sudamerica.

## Descrizione
Questo animale è noto solo per resti della dentatura, ed è impossibile quindi ricostruirne l'aspetto. Confrontando i fossili di questo animale con quello di forme simili e leggermente meglio conosciute, come Didolodus, si suppone che Paulogervaisia potesse raggiungere il metro di lunghezza. Paulogervaisia era caratterizzato dal terzo molare superiore ampio quanto il secondo, e dal metacono in posizione più linguale rispetto al paracono. Il mesostilo era più piccolo rispetto a quello di Didolodus. Il terzo molare inferiore era dotato di un entoconide grande quanto l'ipoconulide.

## Classificazione
Paulogervaisia è un membro dei didolodontidi, un enigmatico gruppo di mammiferi sudamericani di inizio Cenozoico dalle parentele non ben definite. La specie tipo è Paulogervaisia inusta, descritta da Florentino Ameghino nel 1901 sulla base di resti fossili ritrovati nella provincia di Chubut in Patagonia (Argentina); lo stesso Ameghino descrisse altre due specie, ritrovate negli stessi luoghi: P. mamma (inizialmente Lambdaconus ) e P. porca (inizialmente L. porcus). La prima delle due, tuttavia, è solitamente considerata identica alla specie tipo. Ameghino ritenne che Paulogervaisia fosse un membro arcaico dei proboscidati, una sorta di "anello di congiunzione" tra questi ultimi e i cosiddetti "condilartri". Fu George Gaylord Simpson nel 1948 a riconoscerlo come un didolodontide.